# Amazonides perstriata
Amazonides perstriata är en fjärilsart som beskrevs av Emilio Berio 1972. Amazonides perstriata ingår i släktet Amazonides och familjen nattflyn. Inga underarter finns listade i Catalogue of Life.